# Vilhelm II av Achaea
Vilhelm II av Achaea, född okänt år, död 1278, var en monark i den grekiska korsfararstaten furstendömet Achaea från 1246 till 1278. 